# Football Club Emmen
O Football Club Emmen é um clube de futebol holandês da cidade de Emmen. Foi fundado em 21 de agosto de 1925 e disputa a Eerste Divisie. Manda seus jogos no Univé Stadion, com capacidade para 8.700 pessoas.